# Glenea atriceps
Glenea atriceps là một loài bọ cánh cứng trong họ Cerambycidae.